# August Jiří Lobkowicz
August Jiří Ferdinand Maria princ z Lobkowicz (německy August Georg Ferdinand Maria Prinz von Lobkowitz; 2. února 1862 Dolní Beřkovice – 10. srpna 1921 Vídeň) byl český šlechtic, důstojník rakousko-uherské armády a dvořan.

## Životopis

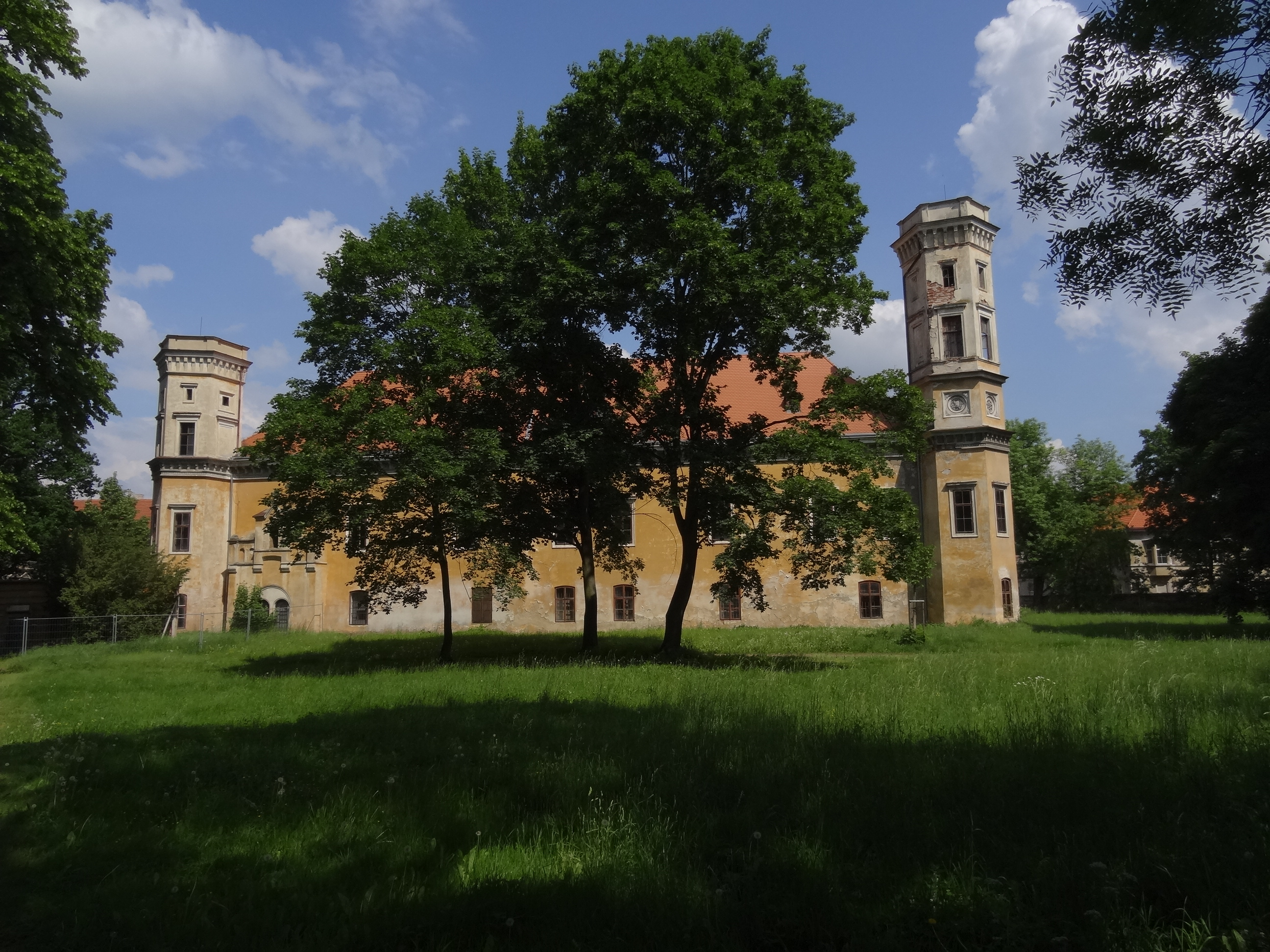
Zámek Dolní Beřkovice, rodiště Augusta Jiřího Lobkowicze

Pocházel ze starého českého rodu Lobkoviců, patřil k dolnobeřkovické větvi. Narodil se na zámku Dolní Beřkovice jako nejmladší syn prince Josefa Františka Karla z Lobkowicz (1803–1875) a jeho manželky Sidonie, rozené Lobkowiczové (1828–1917). Od mládí sloužil v armádě, v níž dosáhl hodnosti plukovníka. Patřil k dragounskému regimentu č. 15 a působil u různých vojenských posádek, několik let například v Hodoníně. Dosáhl čestných titulů c. k. komořího (1887) a tajného rady (1917). V závěru existence monarchie zastával funkci nejvyššího hofmistra arcivévody Leopolda Salvatora, patřil také ke dvoru císařovny Zity. Za zásluhy obdržel Leopoldův řád (1918), několik dalších vyznamenání získal od zahraničních panovníků (pruský Řád červené orlice, španělský Řád Isabely Katolické, Řád rumunské koruny, belgický Leopoldův řád), byl též čestným rytířem Německého řádu.

## Rodina
V Praze se 3. října 1897 oženil s hraběnkou Irmou Pálffyovou (1866–1950), která patřila k rodové linii Pálffyů usazené v Čechách (Březnice, Hradiště). Irma byla c. k. palácovou dámou a dámou Řádu hvězdového kříže. Z jejich manželství se narodily tři děti.
- 1. Eduard Josef (20. 6. 1899 Hradiště – 2. 1. 1959 Freiburg im Breisgau), kapitán československé armády, čestný rytíř Maltézského řádu, rytíř Čestné legie
  - ⚭ (29. 8. 1925 Watch Hill, Rhode Island) Anita Lihme (4. 11. 1903 Peru – 14. 5. 1976 New York), americká golfistka
- 2. Ferdinand August (26. 2. 1901 Hodonín – 7. 12. 1966 Frankfurt nad Mohanem)
  - ⚭ (12. 10. 1932 Waldfried bei Frankfurt) Charlotte Peschel (5. 8. 1896 Frankfurt nad Mohanem – 24. 9. 1973 tamtéž)
- 3. Sidonie Marie Annunciata (25. 3. 1903 Hodonín – 22. 4. 1972 Paříž), svobodná a bezdětná

Augustův nejstarší bratr Ferdinand (1850–1926) byl posledním zemským maršálkem Českého království, další bratr Zdenko (1858–1938) dosáhl v armádě hodnosti polního podmaršála a byl generálním pobočníkem císaře Karla I.